# Вашингтон (Нью-Джерсі)
Вашингтон (англ. Washington) — місто (англ. borough) в США, в окрузі Воррен штату Нью-Джерсі. Населення — 7299 осіб (2020).

## Географія
Вашингтон розташований за координатами 40°45′31″ пн. ш. 74°58′59″ зх. д. / 40.75861° пн. ш. 74.98306° зх. д. (40.758525, -74.983190).  За даними Бюро перепису населення США в 2010 році місто мало площу 5,04 км², з яких 5,03 км² — суходіл та 0,01 км² — водойми.

## Демографія
Згідно з переписом 2010 року, у селищі мешкала 6461 особа в 2623 домогосподарствах у складі 1669 родин. Було 2897 помешкань
Расовий склад населення:
| - 85,7 % — білих - 6,0 % — чорних або афроамериканців - 3,4 % — азіатів - 0,1 % — вихідців з тихоокеанських островів - 0,1 % — корінних американців - 2,2 % — осіб інших рас |

До двох чи більше рас належало 2,5 %. Частка іспаномовних становила 8,5 % від усіх жителів.
За віковим діапазоном населення розподілялося таким чином: 23,9 % — особи молодші 18 років, 65,5 % — особи у віці 18—64 років, 10,6 % — особи у віці 65 років та старші. Медіана віку мешканця становила 38,3 року. На 100 осіб жіночої статі у селищі припадало 95,9 чоловіків;  на 100 жінок у віці від 18 років та старших — 92,6 чоловіків також старших 18 років.
Середній дохід на одне домашнє господарство  становив 72 269 доларів США (медіана — 61 625), а середній дохід на одну сім'ю — 83 255 доларів (медіана — 81 144). Медіана доходів становила 61 731 долар для чоловіків та 41 727 доларів для жінок. За межею бідності перебувало 12,8 % осіб, у тому числі 22,1 % дітей у віці до 18 років та 5,8 % осіб у віці 65 років та старших.
Цивільне працевлаштоване населення становило 3430 осіб. Основні галузі зайнятості: роздрібна торгівля — 20,1 %, освіта, охорона здоров'я та соціальна допомога — 19,8 %, науковці, спеціалісти, менеджери — 12,0 %, виробництво — 10,8 %.